# Neopelma chrysocephalum
El saltarín coronigualdo (Neopelma chrysocephalum), también denominado saltarín corona de oro (en Venezuela), saltarín mosquitero (en Colombia), saltarín-tirano de cresta azafrán (en Perú) o bailarín de copete rojo, es una especie de ave paseriforme de la familia Pipridae perteneciente al género Neopelma. Es nativa del norte del escudo guayanés y del norte de la cuenca del Amazonas en América del Sur.

## Distribución y hábitat
Se distribuye por el extremo este de Colombia (Vaupés), sur de Venezuela, Guyana, Surinam, Guayana francesa y  norte de Brasil (principalmente en la cuenca del río Negro y extremo norte de Amapá); una población aislada en el noreste de Perú (suroeste de Iquitos).
Esta especie es considerada poco común y local en su hábitat natural, el estrato medio y bajo de bosques sobre suelos arenosos, en varillales o campinas y matorrales por debajo de los 700 m de altitud.

## Descripción
Mide 13 cm de  longitud. Presenta una cresta color amarillo oro con borde oscuro y el resto de la cabeza gris; dorso verde oliva; garganta y pecho grisáceo claro y vientre crema. El iris es amarillo claro.

## Sistemática

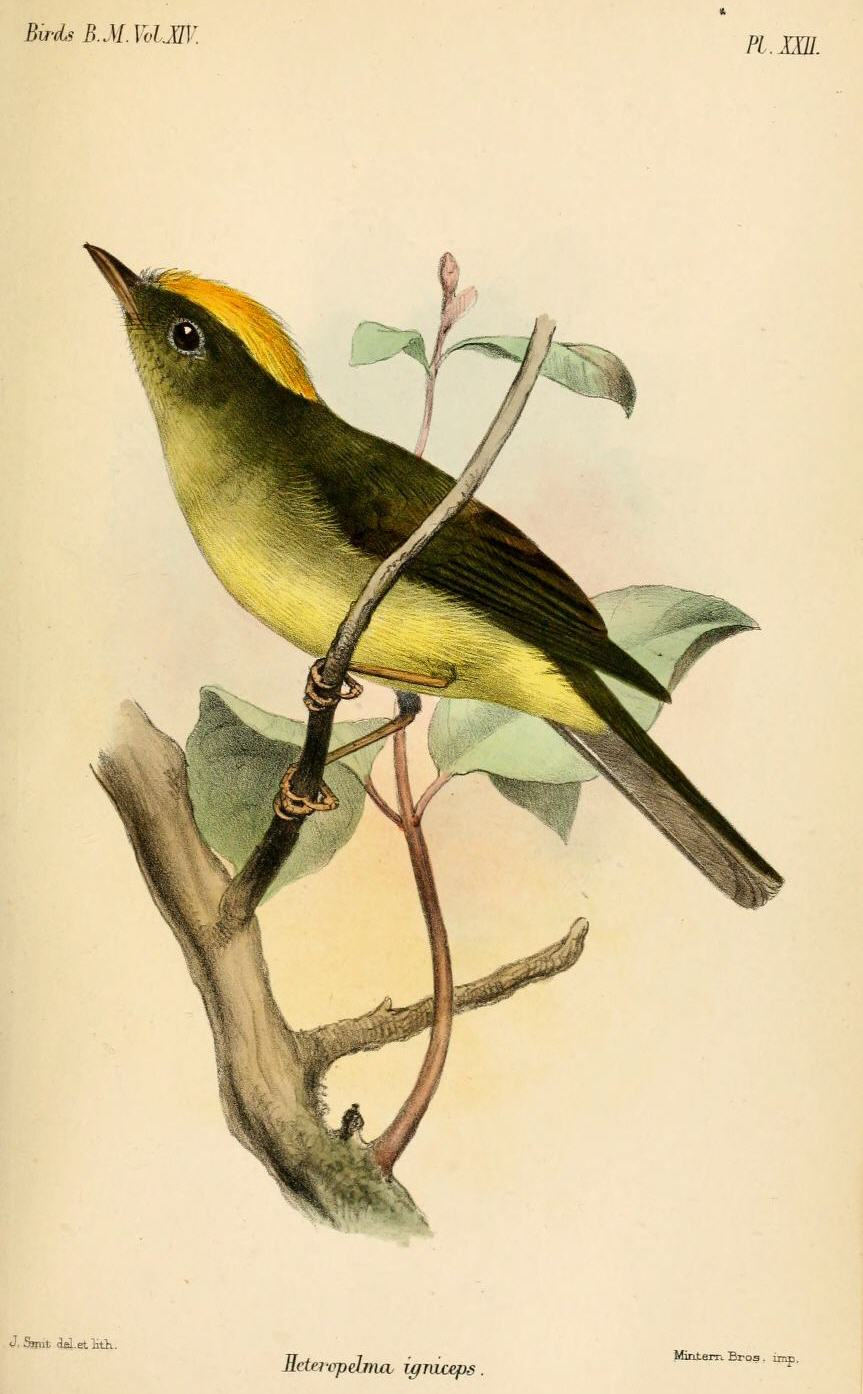
Heteropelma igniceps sinónimo de Neopelma chrysocephalum, ilustración de Smit, en Catalogue of the birds in the British Museum, 1888.

### Descripción original
La especie N. chrysocephalum fue descrita por primera vez por el ornitólogo austríaco August von Pelzeln en 1868 bajo el nombre científico Heteropelma chrysocephalum; su localidad tipo es: «San Carlos, Marabitanas y Río Iganna; holotipo de San Carlos, Río Negro, Venezuela».

### Etimología
El nombre genérico neutro «Neopelma» se compone de las palabras del griego «neos» que significa ‘nuevo’, ‘diferente’, y «pelma, pelmatos» que significa ‘suela del pie’; y el nombre de la especie «chrysocephalum», se compone de las palabras del griego «khrusos» que significa ‘oro’, y «kephalē» que significa ‘cabeza’.

### Taxonomía
Es monotípica.